# Eileen Chang
Dans ce nom chinois, le nom de famille, Zhang, précède le nom personnel.
Pour les articles homonymes, voir Zhang.
Eileen Chang ou Chang Ai-ling (chinois traditionnel : 張愛玲 ; chinois simplifié : 张爱玲 ; pinyin : Zhāng Àilíng ; Wade : Chang Ai-ling), est une femme de lettres sino-américaine, romancière, scénariste, traductrice, essayiste, née le 30 septembre 1920 à Shanghai et morte le 8 septembre 1995 à Los Angeles.
D’une renommée considérable dans le monde sinophone, son œuvre en langue chinoise a été l’objet de nombreuses adaptations (films, pièces de théâtre, séries…) et a suscité quantité de débats et travaux de recherches, relancés régulièrement par des éditions posthumes.
Bilingue, initiée dès son plus jeune âge aux chefs-d’œuvre de la littérature chinoise classique, Eileen Chang a suivi sa scolarité dans des écoles anglaises ou américaines et a mené sa carrière tant en anglais qu’en chinois. Elle bénéficie d’une reconnaissance considérable et immédiate dès la parution de ses premières œuvres à Shanghai en 1943, du fait de son style incomparable, nourri d’érudition autant que de culture populaire, et de sa personnalité brillante et singulière.
Elle s’exile au début des années 1950, à Hong Kong puis aux États-Unis. Son œuvre en anglais, quoique assez développée, n’a pas connu le même accueil que celle en chinois.

## Biographie

### Enfance et jeunesse
Eileen Chang est née à Shanghai dans une famille de notables originaire du Hebei, au nord de la Chine. Nommée à sa naissance 張煐 (pinyin : Zhāng Yīng ; Wade : Chang Ying), elle est inscrite à l’école sous le prénom d’Eileen (dont Ailing est la traduction en chinois). Hormis deux œuvres écrites sous des noms de plume, elle conservera ce nom d’Eileen Chang / 張愛玲. Son grand-père paternel est Zhang Peilun et son arrière-grand père (beau-père du précédent), Li Hongzhang. Son père, fils de famille morphinomane, fin lettré, et sa mère, femme qui revendique sa liberté et fait de nombreux voyages en Europe, ne s’entendent pas et finissent par divorcer. Eileen vit fréquemment auprès de sa tante, sœur de son père, lequel continue de s’occuper du fils cadet, Zhang Zijing (張子靜) . Après une enfance dans ce milieu favorisé, mais tiraillée par les conflits entre ses parents, Eileen Chang est reçue en 1939 à l’examen d’entrée à l’université de Londres. Mais la guerre compromet ce projet et elle part poursuivre ses études à Hong Kong, vite interrompues par la guerre du Pacifique. Elle n’a pas dix-huit ans quand elle écrit ses premiers textes, en anglais et en chinois, déjà remarqués.

## Influence
Durant les années soixante-dix  à Taïwan, de nombreux écrivains créatifs ont été influencés par Eileen Chang. Plusieurs générations d' écrivains de l'école Chang  (張派作家)  auraient ainsi émergé. Les auteurs taïwanais marquants incluent Chu T'ien-wen, Chu T'ien-hsin, Lin Yao-de [zh] et Yuan Chiung-chiung. Comme à Taïwan, mais plutôt dans les années 1980 et 1990, un groupe de jeunes femmes auteures  en Chine continentale a émergé, clairement inspirées par Eileen Chang. Le nom Eileen Chang est reconnu comme étant synonyme des gloires d’une époque révolue. Les auteurs notables de Chine continentale, influencés par Eileen Chang, incluent aussi Wang Anyi, Su Tong et Ye Zhaoyan.
Dominic Cheung, poète et professeur de langues d'Asie de l'Est à l'Université de Californie du Sud, a déclaré que sans la guerre civile chinoise, Chang aurait reçu le prix Nobel de littérature.
Le film Lust, Caution, de la nouvelle du même nom, a été reconnu comme l'un des films les plus influents du XXIe siècle, avec la participation de deux acteurs chinois très connus, Tony Leung Chiu-wai et Tang Wei.

### La célébrité:«Vite, se faire un nom au plus tôt!»
À son retour, en 1942, dans Shanghai occupée par les Japonais, elle entame une carrière littéraire foudroyante : romans et nouvelles, articles, essais et commentaires d’œuvres picturales, cinématographiques ou littéraires, qu’elle illustre parfois de ses dessins, paraissent à un rythme accéléré. C’est dans les revues (en chinois et en anglais) encore présentes à Shanghai, car tolérées par le régime pro-japonais, qu’elle publie. Après son union, en 1945, avec Hu Lancheng (胡蘭成), homme de lettres impliqué dans la collaboration avec les Japonais – et mari d’une infidélité notoire, Eileen Chang connaît une période sombre. Ses textes sont moins publiés, elle n’écrit plus avec la même aisance. Alors que la guerre vient de s’achever sur une victoire de la Chine, Eileen se fait critiquer comme femme d’un traître, impliquée dans les milieux collaborationnistes. Cependant, après s’être dédouanée de ces accusations et s’être séparée de Hu Lancheng en 1947, elle retrouve un nouvel élan, publie à nouveau des romans et participe en tant que scénariste à l’écriture de plusieurs films.

### L’exil
À la suite de l’arrivée au pouvoir du parti communiste en 1949, après une période d’hésitation, elle obtient de partir pour Hong Kong en 1952 pour reprendre ses études interrompues par la guerre. Elle y séjourne trois ans en vivant de travaux de traduction d’œuvres littéraires commandés par les services d’information américains (United States Information Service) et entame la rédaction de romans qui décrivent sous un jour très noir la réforme agraire en Chine. Le régime communiste va dès lors la bannir et elle va cesser d’être publiée et lue en Chine continentale, trois décennies durant. Son œuvre continue en revanche d’être suivie avec passion à Taïwan et Hong Kong. Elle s’exile définitivement aux États-Unis en 1955, et est bientôt accueillie dans la McDowell Colony (en), une fondation d’aide aux artistes. L’année suivante, elle épouse Ferdinand Reyher, écrivain et scénariste, ancien compagnon de route de Bertolt Brecht, âgé de 65 ans, qu’elle a rencontré dans la fondation. Elle mène différents travaux de recherches et d’écriture, notamment pour des studios de cinéma à Hong Kong. Elle obtient la nationalité américaine en 1960. Après la mort de Ferdinand Reyher en 1967, elle est invitée comme chercheur senior au Center for Chinese Studies de l’université de Berkeley, où elle poursuit différents travaux, (notamment un ouvrage sur le 紅樓夢 Hóng lóu mèng). Mais elle tente aussi et surtout de faire connaître ses propres œuvres qu’elle rédige, remanie et traduit inlassablement, d’anglais en chinois ou inversement, sans jamais vraiment réussir à percer.

### Les dernières années
Dans la dernière période de sa vie, elle se retranche progressivement dans la solitude. Elle meurt d’un arrêt cardiaque le 8 septembre 1995, seule dans son appartement, à Los Angeles où elle s’est installée en 1972. Après le décès de ses exécuteurs testamentaires Stephen Soong (宋淇) et sa femme Mae Fong Soong (宋鄺文美), qui furent des amis très fidèles depuis son second séjour à Hong Kong, c’est leur fils Roland Soong (宋以朗) qui a hérité de cette tâche, et à qui est due la décision d’éditer plusieurs textes qu’Eileen Chang n’avait pas pu ou voulu rendre publics de son vivant.

## Œuvre
L’œuvre d’Eileen Chang peut faire l’objet d’une périodisation bien distincte, mais les répartitions sont parfois malaisées du fait de textes remaniés par l’auteur sur de très longues périodes et publiés (ou republiés) tardivement.
- de 1940 à 1947, les œuvres de jeunesse, écrites à Hong Kong puis Shanghai (la période foisonnante 43-45 comprend à elle seule une dizaine de textes de fiction, allant de la nouvelle longue au roman, et deux bonnes dizaines d’essais ou articles, qui seront réunis dans un recueil (流言 / Rumeurs ou Écrits au fil de l’eau). Plusieurs de ces textes, surtout parmi les nouvelles mais également des essais, sont traduits en français.
- à partir des années 1950 : des romans écrits en anglais, traduits en chinois par l'auteur, The Rice-Sprout Song[6] (《秧歌》) et Naked Earth (《赤地之恋》), parus en 1954 et en 1955, qui ont pu être qualifiés d’anticommunistes. L'analyse sociale à laquelle elle s'y livre en font toutefois davantage que de simples œuvres de propagande[7]. Elle effectue aussi alors de nombreuses traductions de poésie et romans anglophones.
- les éditions posthumes : depuis la mort d’Eileen Chang sont parus, à l’initiative de Roland Soong, plusieurs textes, dont trois romans autobiographiques en anglais et en chinois.

Eileen Chang est l'auteur de la nouvelle Lust, Caution dont est tiré le film homonyme d'Ang Lee.

## Œuvres traduites en français
- Le Chant du riz qui lève (The Rice Sprout Song), traduit de l’anglais par Emy Molinié, Paris, Éditions Calmann-Lévy, 1958, (BNF 31927575).
- « Attente » [等], traduit du chinois par Emmanuelle Péchenart, in Shanghai 1920-1940, douze récits, (textes de Mao Dun, Yu Dafu, Hu Yepin, Lu Xun, Pakin, Ding Ling, Shi Tuo et Zhang Ailing, traduits du chinois par Emmanuelle Péchenart, Victoire Surio et Anne Wu), Bleu de Chine, 1995.
- La Cangue d’or [金鎖記], traduit du chinois et présenté par Emmanuelle Péchenart, dessins de Françoise Ged, Paris, Éditions Bleu de Chine, 1999, 104 p. (l’ouvrage inclut la traduction de la préface au recueil de nouvelles 傳奇 Chuan qi)  (ISBN 2-910884-24-4).
- Rose rouge et rose blanche [紅玫瑰與白玫瑰], traduction du chinois et postface par Emmanuelle Péchenart, dessins de Françoise Ged, Paris, Éditions Bleu de Chine, 2001, 89 p.  (ISBN 2-910884-37-6)
- Un amour dévastateur [傾城之戀], traduction du chinois et postface par Emmanuelle Péchenart, La Tour d’Aigues, Éditions de l’Aube, 2007, 175 p.  (ISBN 978-2-7526-0404-0)
- Lust, Caution. Amour, luxure, trahison, [封鎖, 心經, 琉璃瓦, 色、戒], 4 nouvelles traduites du chinois et présentées par Emmanuelle Péchenart, Paris, Éditions 10-18, 2009, 175 p.  (ISBN 978-2-264-04849-3)
- « Assonances » [雙聲], traduit du chinois par Emmanuelle Péchenart, in Urbain, trop urbain – Shanghai Nø City Guide, revue numérique, http://www.urbain-trop-urbain.fr/shanghai-no-city-guide/
- Love in a Fallen City (version révisée d’Un amour dévastateur), suivi de Ah Hsiao est triste en automne [桂花蒸 - 阿小悲秋], traduit du chinois par Emmanuelle Péchenart, Paris, Éditions Zulma, 2014, 158 p.  (ISBN 978-2-84304-692-6)
- Deux brûle-parfums [沉香屑，第一、二爐香], traduit du chinois par Emmanuelle Péchenart, Paris, Éditions Zulma, 2015, 224 p.  (ISBN 978-2-84304-701-5)
- « Avec le dessin d’une galette. Proses de Zhang Ailing », extraits d’articles [談吃與畫餅充飢, 童言无忌] traduits du chinois et présentés par He Wen, in Impressions d'Extrême-Orient, numéro 5, 2015, https://journals.openedition.org/ideo/433
- Murmure [私語], essai autobiographique traduit du chinois par Tanying Chou et Emmanuelle Péchenart, revue Jentayu no 9, 2019.
- Les vertes années [年青的時候], nouvelle traduite du chinois par Isabelle Rabut et Tan-Ying Chou, Londres, Hermits United, 2024, 128 p.  (ISBN 978-1-7393897-5-8) édition bilingue.
- Les vertes années [年青的時候], nouvelle traduite du chinois par Isabelle Rabut et Tan-Ying Chou, Londres, Hermits United, 2024, 80 p.  (ISBN 978-1-7393897-6-5).

## Adaptations au cinéma
- 1984 : Love in a Fallen City de Ann Hui
- 1994 : Red Rose White Rose de Stanley Kwan
- 1997 : Eighteen Springs de Ann Hui
- 2007 : Lust, Caution de Ang Lee
- 2020 : Love after love de Ann Hui

### Thèses
- Péchenart Emmanuelle, Le discours narratif dans Jinsuo Ji (la Cangue d'or) de Zhang Ailing (Eileen Chang) : les procédés de l'auteur, les choix du traducteur, thèse de doctorat en Sciences du Langage, sous la direction de Viviane Alleton, soutenue en 2002 (E.H.E.S.S.)  http://theses.fr/2002EHES0060
- CHOU Tanying, Jinsuo ji (La Cangue d’or) et ses métamorphoses : réécriture, auto-traduction/écriture bilingue et adaptation d’Eileen Chang (1920-1995), thèse de doctorat en Littératures et Civilisation, sous la direction d’Isabelle Rabut, soutenue en 2014 (I.N.A.L.C.O.) https://www.theses.fr/2014INAL0015

### Articles
- ZHANG Yinde, « Eileen Chang ou le romanesque de l’ordinaire », in Le Monde romanesque chinois au XX e siècle – modernité et identité, Honoré Campion éditeur, 2003, pp.339-357.
- Péchenart Emmanuelle, « Eileen Chang, traductrice de ses propres œuvres », in Isabelle Rabut (dir.), Les Belles infidèles dans l’Empire du milieu – problématiques et pratiques de la traduction dans le monde chinois moderne, Paris, You Feng, 2010 (republié en 2018), p.203-224.
- Péchenart Emmanuelle, « Eileen Chang — Shanghaienne décidément », dans Nicolas Idier (dir.), Shanghai : histoire, promenades, anthologie et dictionnaire, Éditions Robert Laffont, coll. « Bouquins », 2010, p. 566-582.
- CHOU Tan-Ying, « Réflexions sur la dissemblance stylistique des romans jumeaux d’Eileen Chang : The Rouge of the North et Yuannü », in Éric Dayre et Marie Panter (sous la direction de), Traduction et événement, Paris, Hermann, 2017, p.407-417.
- CHOU Tan-Ying, « Réflexions sur The Golden Cangue, auto-traduction d’Eileen Chang », in Christian Lagarde et Helena Tanqueiro (sous la direction de), L’Auto-traduction aux frontières de la langue et de la culture, Limoges, Lambert-Lucas, 2013, p.101-108.